# Valle d'Aosta
La Valle d'Aosta (Vallée d'Aoste  in francese, Val d'Outa  in dialetto valdostano, Augschtalann oppure Ougstalland in walser, Val d'Osta in piemontese) è una regione a statuto speciale dell'Italia nord-occidentale, con capoluogo Aosta, da cui trae il nome, che fa parte dell'Euroregione Alpi-Mediterraneo.
Istituita nel 1946 con l'abolizione della provincia di Aosta, è la regione più piccola d'Italia con 3 263 km² di superficie e anche quella meno popolata con 122 584 abitanti, con un territorio completamente montano, confinando a nord con la Svizzera (distretti di Entremont, di Hérens e di Visp nel Canton Vallese), a ovest con la Francia (dipartimenti dell'Alta Savoia e della Savoia, nella regione Alvernia-Rodano-Alpi), a sud e a est con il Piemonte (città metropolitana di Torino, province di Biella e di Vercelli).
Il francese è la lingua co-ufficiale della regione, che è un membro dell'Associazione internazionale delle regioni francofone (AIRF - Association internationale des régions francophones) e dell'Assemblea parlamentare della francofonia (APF - Assemblée parlementaire de la Francophonie). Con un PIL pro capite pari a 35 264 € è seconda nella classifica tra le regioni e province autonome d'Italia.

## Denominazione
La regione ha due nomi ufficiali: Regione Autonoma Valle d'Aosta (in italiano) e Région Autonome Vallée d'Aoste (pron. fr. AFI: [ʁeʒjɔ̃ ɔtɔnɔm vä.ˈl̪e.ˈd̪ɔs̪t̪] - in francese).
Nel dialetto valdostano, appartenente al ceppo linguistico francoprovenzale, è d'uso la dicitura, non ufficiale, Réjón otonomma Val d'Outa (pron. AFI: [ʁeʒn ɔtɔnɔma val duta) o Réjón otonoma Val d'Ousta (pron. AFI: [ʁeʒn ɔtɔnɔma val dusta).
Nei documenti in lingua walser è denominata Augschtalann (pron. AFI: [aʊ̯kʃtaːlan] - dialetto Töitschu, Issime) o Ougstalland (pron. AFI: [ɔuːkʃtalant] - dialetto Titsch, Gressoney).
Non ufficialmente, viene spesso indicata con il nome Val d'Aosta; lo stesso fenomeno si osserva in francese, in cui è molto diffusa la dicitura non ufficiale Val d'Aoste (pron. fr. AFI: [väl̪.ˈd̪ɔs̪t̪]).

## Geografia fisica

### Territorio

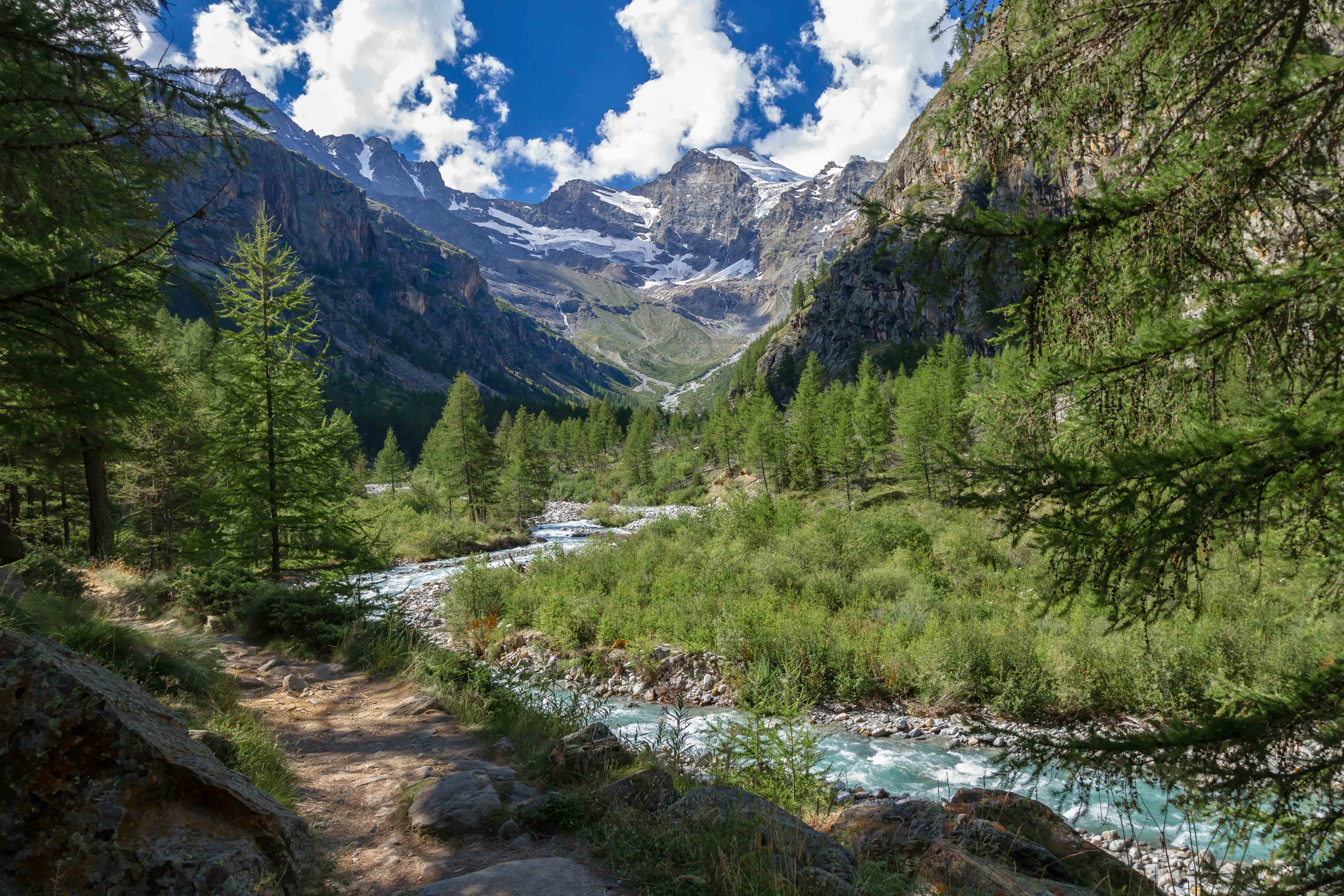
Veduta della testata della Valnontey, nel cuore del Parco nazionale del Gran Paradiso

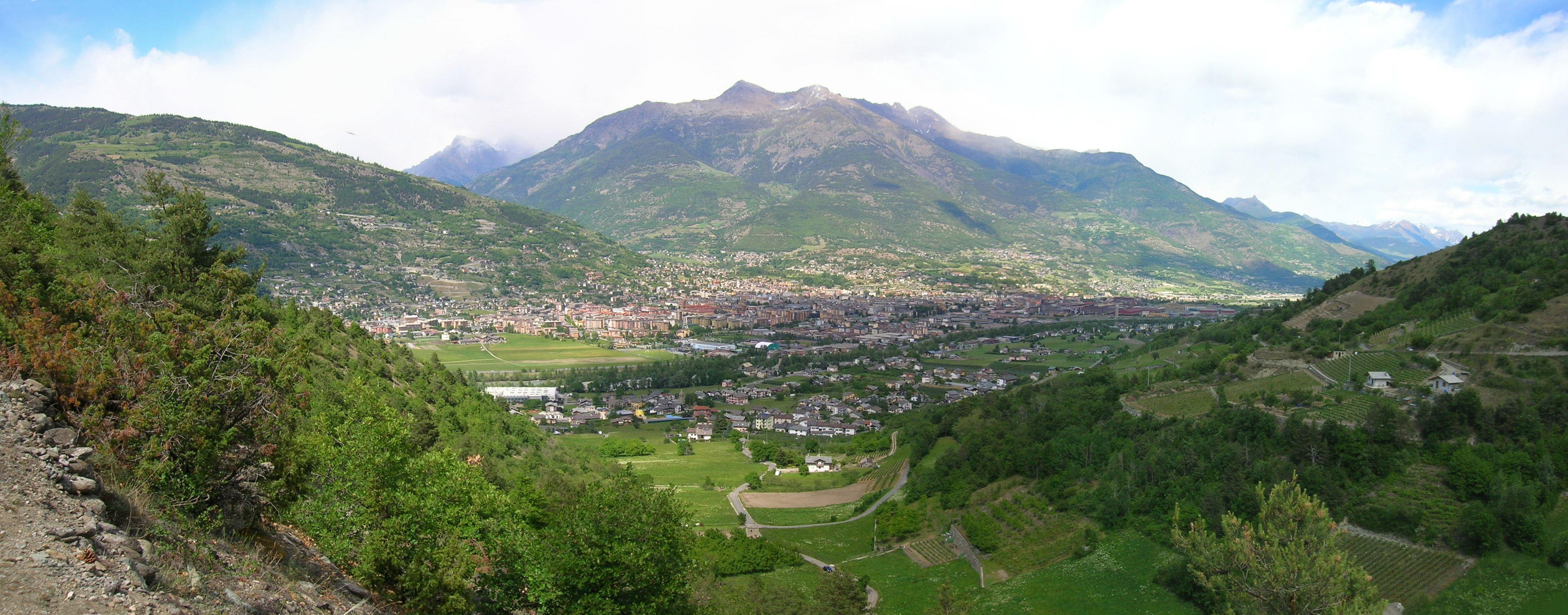
Veduta della plaine, la piana di Aosta dalla Côte de Gargantua: alla confluenza della Dora Baltea e del Buthier

La Valle d'Aosta è la più piccola regione italiana e si trova in mezzo alle Alpi, che qui si articolano nei settori delle Alpi Graie e delle Alpi Pennine. È circondata dai quattro massicci montuosi più alti d'Italia: Monte Bianco, che con 4.808,72 m è il monte più alto d'Europa, Cervino (4.478 m), Monte Rosa (4.634 m) e Gran Paradiso (4.061 m). La conformazione dell'intero territorio regionale è frutto dell'opera delle glaciazioni, che scavarono la valle principale e le altre valli laterali. I ghiacciai occupano ora solo le cime più elevate. Ghiacciai vallivi si trovano ancora, parzialmente, intorno al massiccio del Monte Bianco.
La regione è attraversata dalla Dora Baltea, importante affluente di sinistra del Po, che ne segna la valle principale da cui dipartono numerose valli secondarie con i loro affluenti, tra cui la Dora di Valgrisenche e il Lys. I maggiori laghi naturali sono il Lago Verney a La Thuile, il Lago delle Laures inferiore (fr. Lac des Laures inférieur) a Brissogne e il Gran Lago (fr. Grand Lac) di Champdepraz. Il lago di Beauregard e il lago di Place-Moulin sono bacini artificiali.
I valichi di confine più importanti sono il Colle del Piccolo San Bernardo e il Colle del Gran San Bernardo, cui corrisponde il traforo omonimo. La parte meridionale del territorio è occupata dal Parco Nazionale del Gran Paradiso (Parc National du Grand-Paradis), il primo parco nazionale italiano istituito nel 1922, per salvaguardare alcune specie di flora e fauna alpina in via d'estinzione, come stambecchi, camosci, marmotte ed ermellini. Il Parco naturale del Mont Avic (Parc naturel du Mont-Avic) è il primo parco regionale della Valle d'Aosta e si estende tra il vallone di Champdepraz e la Valle di Champorcher.

### Clima

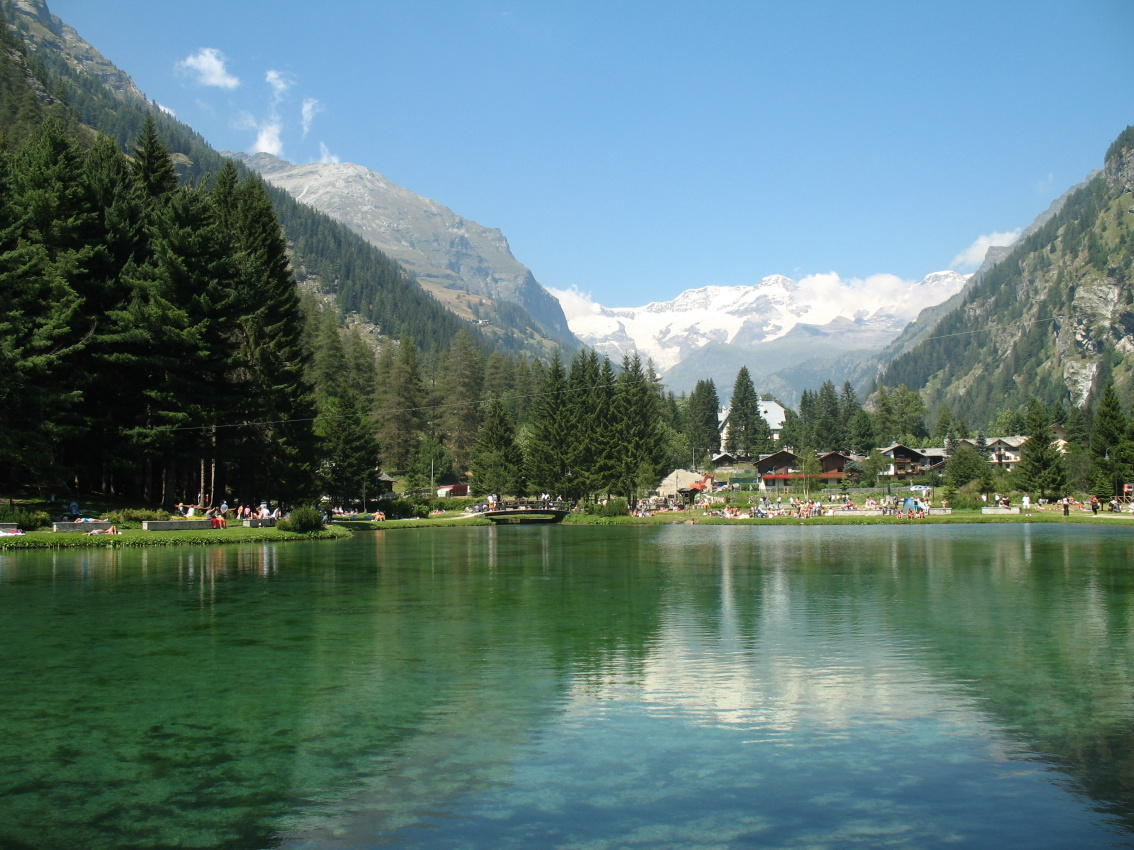
Lago Gover, Gressoney-Saint-Jean

A causa dell'orografia del territorio valdostano esistono dei microclimi locali assai differenti anche tra vallate o versanti vicini.
Le temperature variano in base alla quota del territorio. In quota alta c'è un clima alpino, per cui le estati sono brevi e si alternano a lunghi inverni freddi con temperature che scendono anche a -20 °C e con punte anche inferiori a -30 °C a quote più alte di 2.000 m. Nei fondivalle si osservano climi temperati umidi: in inverno le temperature scendono sotto ai 0 °C; d'estate viceversa salgono anche oltre 30 °C, con scarsa ventilazione che accentua la sensazione d'afa.
Le piogge sulla Valle d'Aosta risultano scarse, soprattutto se confrontate con le altre regioni del settore alpino, in quanto i venti che soffiano più frequentemente sono di provenienza occidentale e scaricano sui versanti ovest delle Alpi il loro contenuto di umidità. Le vallate più interne incassate tra imponenti rilievi risultano essere assai secche. Per ovviare alla scarsità di precipitazioni sono state costruite, fin dall'alto medioevo, grandi opere di canalizzazione irrigua denominate Rûs (pron. "rü", anche al plurale), tuttora utilizzate.

## Storia

### Fino all'unità d'Italia
I primi insediamenti umani, rinvenuti nella zona di Saint-Pierre, risalgono al IV millennio a.C. L'area megalitica di Saint-Martin-de-Corléans ad Aosta e il Cromlech del Piccolo San Bernardo sono altri due rilevanti siti archeologici preistorici in regione.

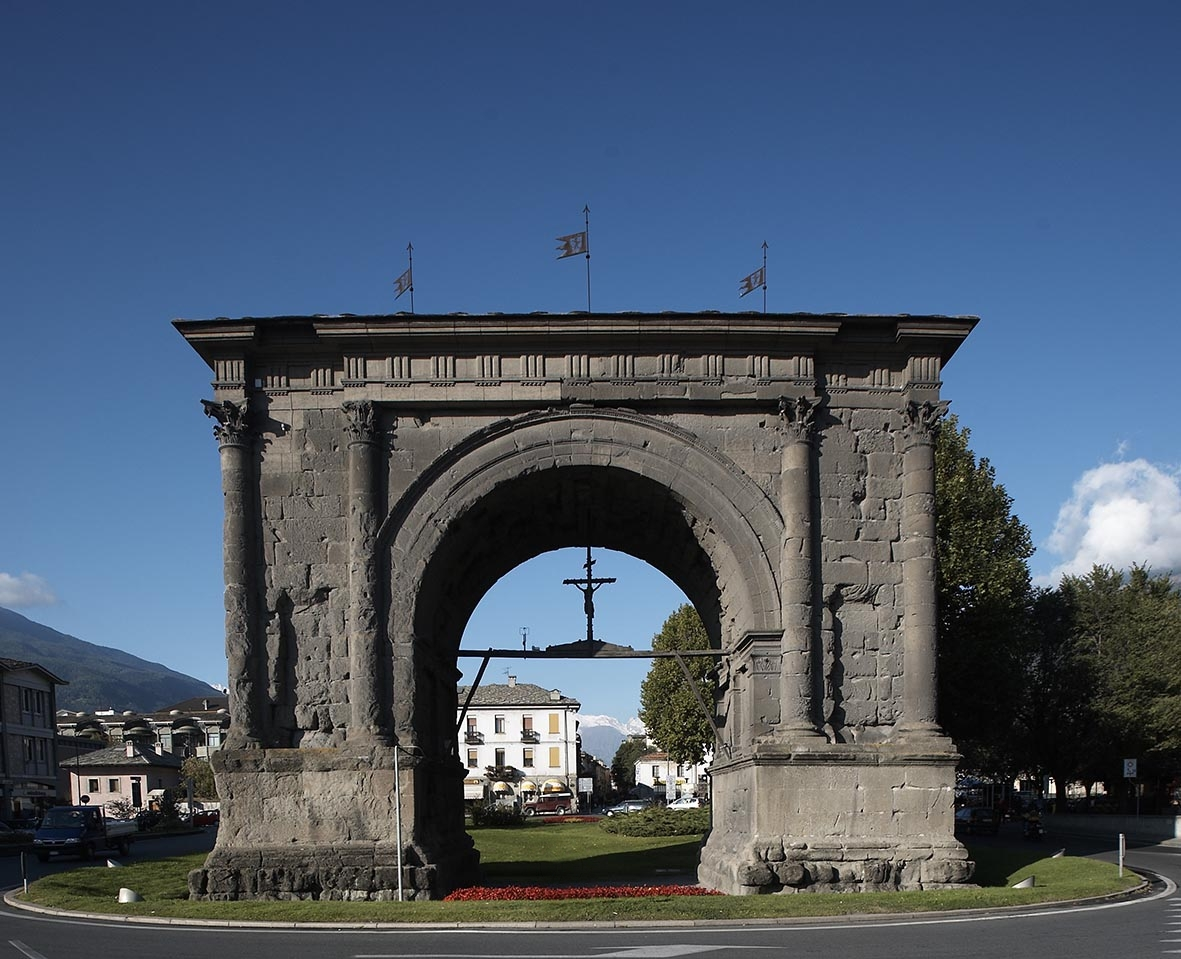
L'arco d'Augusto.

Abitata in origine dai Salassi, la Valle d'Aosta venne conquistata da parte delle truppe romane. Nel 25 a.C. venne fondata Augusta Prætoria Salassorum, l'odierna Aosta. L'arco d'Augusto, la Porta Praetoria e le altre porte romane, il foro e il teatro romano, la cinta muraria e le torri sono alcuni tra i numerosi reperti di epoca romana che fanno valere ad Aosta il titolo di "Roma delle Alpi". Con l'avvento del cristianesimo, alla fine del IV secolo Aosta divenne sede vescovile, appartenente dapprima all'arcidiocesi di Vercelli e poi, fino all'VIII secolo, alla chiesa metropolitana di Milano.
In seguito alla caduta dell'Impero romano d'Occidente, la Valle d'Aosta inizialmente fu sotto il dominio di Odoacre per poi entrare a far parte del Regno ostrogoto sotto re Teodorico. Dopo la guerra gotica, la Valle d'Aosta venne annessa alla Prefettura del pretorio d'Italia e, infine, venne conquistata dalle truppe di Alboino nel 568, divenendo parte del Regno longobardo. Approfittando del periodo d'anarchia seguito alla morte di Clefi, il merovingio Gontrano, re dei Franchi d'Orléans, sconfisse i longobardi, annettendosi Aosta e Susa nel 575. A seguito della conquista del regno longobardo da parte di Carlo Magno nel 774, Aosta e Susa seguirono le sorti del regno d'Italia. Sotto l'Impero carolingio si sviluppò la Via Francigena, percorso di pellegrinaggio dal nord Europa verso Roma, compiuto valicando il colle del Gran San Bernardo. Saint-Rhémy-en-Bosses, Aosta, Pontey e Pont-Saint-Martin sono tappe menzionate da Sigerico di Canterbury nel 990.
Per volontà di Ottone I di Sassonia, che intendeva garantirsi libero accesso al regno d'Italia, nel 972 Aosta venne assegnata a suo cognato Corrado III di Borgogna e rimase parte del regno di Borgogna fino al 1032. Come conseguenza, si consolidarono i rapporti politici, economici e commerciali verso l'altro versante delle Alpi. A lungo andare, in Valle d'Aosta si diffusero e svilupparono dialetti francoprovenzali analoghi a quelli parlati in Savoia, nel Delfinato e nell'attuale Svizzera Romanda.

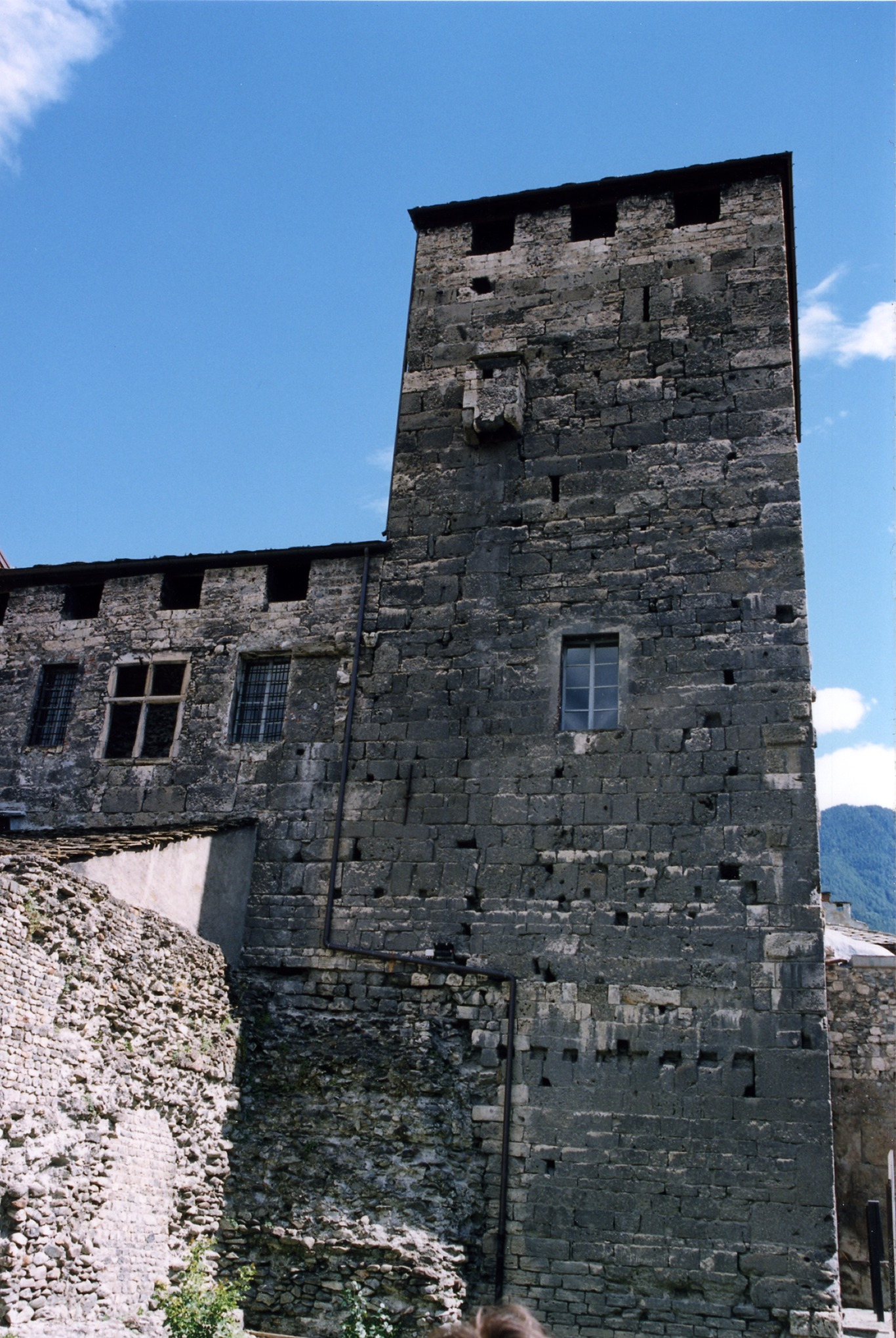
La torre dei signori di Quart, ad Aosta

Nel 1032 i Savoia entrarono in possesso della Valle d'Aosta, inglobandola successivamente nel Ducato di Savoia e poi nel Regno di Sardegna, mantenendone ininterrottamente il controllo, salvo brevi parentesi francesi. Questo periodo, fino al XIV secolo, vide lo sviluppo di una rete ospedaliera di assistenza dei pellegrini in corrispondenza delle vie di comunicazione che percorrevano la valle. La prima invasione risale al 1691 per opera di Luigi XIV, ma la valle rimase sotto il controllo dei Savoia. La seconda invasione francese avvenne nel 1704, durante la guerra di successione spagnola, e durò fino al 1706 con la vittoria sabauda nella battaglia di Torino. La terza invasione avvenne per opera di Napoleone. In seguito alla battaglia di Marengo nel 1800, la Valle venne annessa alla Francia e quindi inglobata nel primo Impero francese, dove costituì l'Arrondissement d'Aoste, facente parte del Département de la Doire (con capoluogo Ivrea). In seguito alla definitiva sconfitta di Napoleone, la Valle d'Aosta ritornò sotto il dominio sabaudo nel 1814.

### Regno d'Italia
Il 24 marzo 1860 il Trattato di Torino cedette alla Francia la Contea di Nizza e il Ducato di Savoia, mentre la Valle d'Aosta rimase al Regno di Sardegna, unica area di lingua francoprovenzale e cultura francofona nel nascituro Stato unitario italiano. Le notizie sul plebiscito in Savoia suscitarono grande disagio in Valle d'Aosta, diventando causa di grande amarezza non solo per la Chiesa valdostana, ma anche sul versante liberale. Personalità di spicco come l'abbè Henry evidenziarono la profondità della frattura, paragonando la separazione tra Savoia e Valle d'Aosta a quella di due sorelle. Ulteriore testimonianza del disagio è la lettera, pubblicata il 7 giugno sul quotidiano "L'Impartial", in cui un anonimo espone un ragionamento per sostenere la necessità dell'annessione alla Francia anche della Valle d'Aosta. La proposta cade senza avere alcun seguito, ma l'opzione annessionista era comunque stata avanzata pubblicamente e in maniera netta.
Il 17 marzo 1861 veniva proclamata l'unità d'Italia.
I valdostani parteciparono alla prima guerra mondiale. Centinaia di profughi, soprattutto bambini, di Trento e Trieste, vennero accolti in valle. I caduti in guerra accertati in base ai dati ministeriali furono 776, stime successive parlarono di un numero di caduti molto superiore, fino alla cifra di 1.557.
Il 30 dicembre 1920 si costituì ad Aosta il primo Fascio di combattimento, alla presenza di Cesare Maria De Vecchi. In seguito all'avvento al potere di Benito Mussolini, venne avviata la politica di italianizzazione. Il Consiglio provinciale scolastico di Torino dispose la soppressione di 268 scuole di villaggio (in francese, écoles de hameau), nell'intento di centralizzare e italianizzare l'educazione valdostana (dopo lunghe trattative furono riaperte 53 scuole di villaggio). Al contempo fu promossa una massiccia industrializzazione, con l'inaugurazione del tunnel ferroviario fra Cogne e Acque Fredde per il trasporto del minerale ferroso delle miniere, la fondazione della Ansaldo-Cogne e della Industrie Lamiere Speciali SpA a Pont-Saint-Martin. Grazie all'immigrazione dal resto d'Italia, la popolazione residente in Valle d'Aosta al censimento del 1931 ammontava a 83 479 abitanti, di cui oltre il 50% nati fuori Valle (in maggioranza provenienti dal Piemonte e dal Veneto).
Nel 1937 cominciò la revisione della toponomastica cittadina ad Aosta, modificando il nome di vie e piazze e nel 1939 venne elaborata una proposta per italianizzare il toponimo dei 74 Comuni valdostani; l'iniziativa venne assunta in polemica contro la Francia, accusata di condurre una campagna antitaliana.
La dichiarazione di guerra alla Francia il 10 giugno 1940, che segnò l'inizio della seconda guerra mondiale per l'Italia, venne accolta dai valdostani "con scarso entusiasmo, anzi con freddezza", secondo le parole del questore di Aosta, Vittorio Labbro.

### Seconda guerra mondiale
Pochi giorni dopo l'armistizio del 1943 fu organizzata la prima riunione clandestina in cui si gettarono le basi della Resistenza armata. Émile Chanoux, rientrato ad Aosta da Chambéry, dove era fuggito, riprese i contatti con gli antifascisti per fissare le modalità e le finalità della Resistenza valdostana. Intanto si costituivano le istituzioni della Repubblica Sociale Italiana.

Émile Chanoux

Il 18 maggio 1944 Émile Chanoux e Lino Binel, altro esponente della Resistenza valdostana, vennero arrestati. Chanoux morì nella notte, a seguito delle torture subite (esistono anche altre versioni, ma quella indicata è la più accreditata). Binel venne deportato in Germania. Seguirono diversi scontri fra la Resistenza e i nazifascisti. Fu il periodo di massima espansione della Resistenza valdostana che secondo le stime più attendibili raccolse quasi tremila partigiani. Il 2 maggio 1945 il capo di stato maggiore del Comando generale del 75º corpo d'armata tedesco firmò a Biella la resa delle truppe tedesche e fasciste presenti nelle zone di Biella, Ivrea e Aosta. La Valle d'Aosta venne interamente liberata per opera esclusiva del movimento partigiano.
Nel memorandum di Algeri, del 1943 la Francia aveva fatto valere le sue rivendicazioni nei confronti dell'Italia, proponendo per la Valle d'Aosta il "rattachement total à la France". Alcuni esponenti della Resistenza valdostana vennero avvicinati dai servizi segreti francesi per sondare le aspirazioni in merito a una possibile annessione alla Francia. Per gli esponenti filo-italiani della Resistenza, maggioritari (tra essi Federico Chabod), fu l'occasione per ribadire l'estraneità della Valle d'Aosta alla storia della Francia e la pericolosità politica ed economica di un'annessione alla nazione più centralista d'Europa e per elaborare il progetto di una originale collocazione istituzionale della Valle d'Aosta all'interno del nuovo Stato italiano che sarebbe sorto alla fine della guerra.
Nel gennaio del 1946 entrò in vigore il Decreto legislativo luogotenenziale del 7 settembre 1945, n. 545, che istituì la circoscrizione della Valle d'Aosta e soppresse la provincia d'Aosta. La Valle d'Aosta venne restituita dal Governo militare alleato all'amministrazione del Governo italiano.

### Repubblica italiana
Il 1º gennaio 1946 venne costituita la circoscrizione della Valle d'Aosta e soppressa la provincia di Aosta.
Il 30-31 gennaio 1948 l'Assemblea Costituente discusse e approvò il disegno di legge costituzionale concernente lo Statuto Speciale per la Valle d'Aosta, che venne promulgato il 26 febbraio.
Nel 1981 venne approvato il nuovo "Ordinamento finanziario della Valle d'Aosta". Il provvedimento prevedeva in origine di assegnare alla Regione Autonoma i 7/10 dei tributi riscossi dallo Stato in Valle d'Aosta, ma un emendamento portò a 9/10 la quota spettante alla Regione.

### Onorificenze
L'allora Provincia di Aosta è tra le istituzioni decorate al Valor Militare per la Guerra di Liberazione insignite della Medaglia d'oro al valor militare per la sua attività nella lotta partigiana durante la seconda guerra mondiale.

## Società

### Evoluzione demografica
(Émile Chanoux, 1944, frase adottata come motto dal Consiglio della Valle, riportata sulla parete principale dell'aula.)

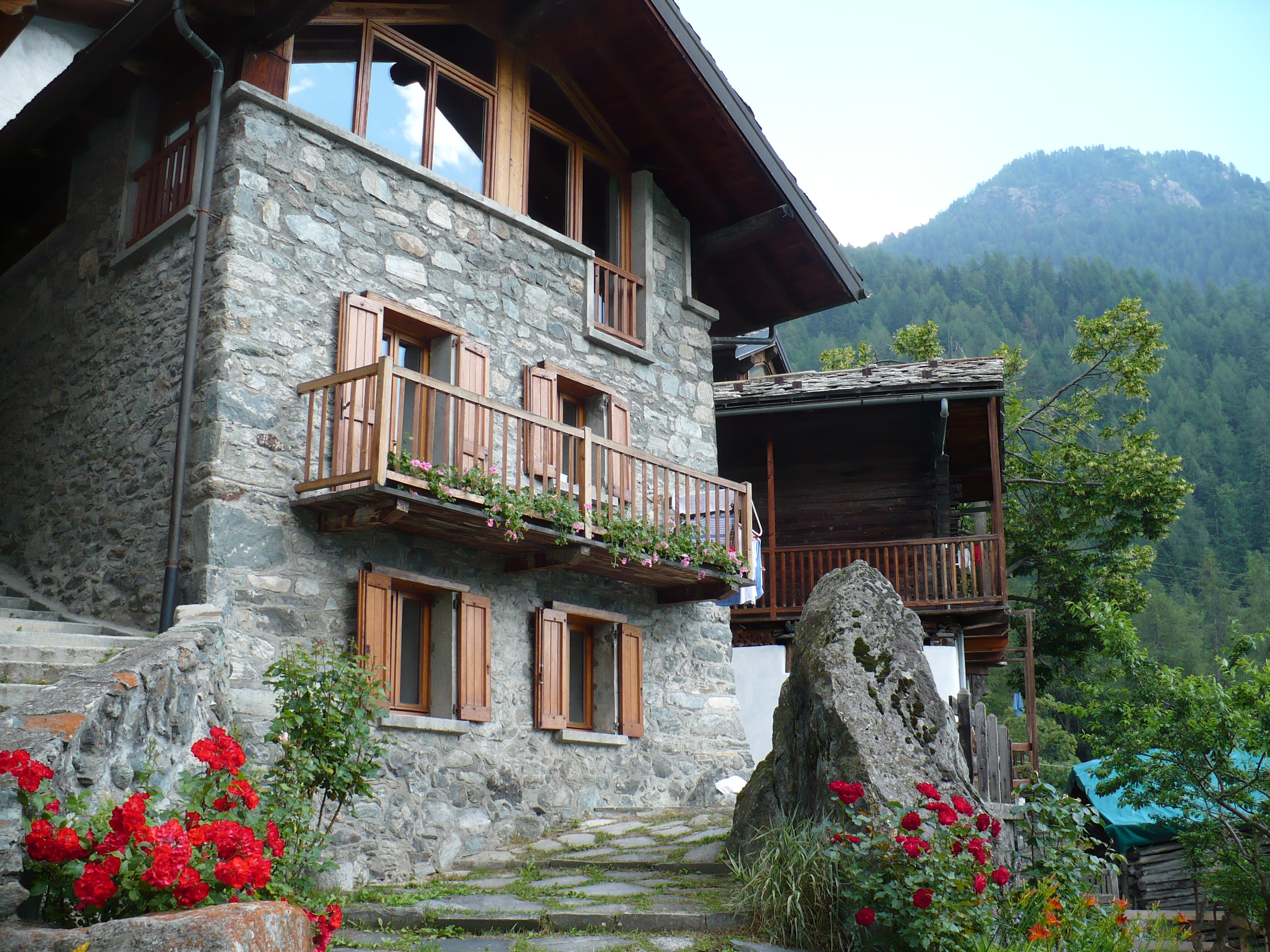
Casa tipica valdostana a Crétaz, frazione di Valtournenche

La Valle d'Aosta ha una popolazione di circa 124 000 abitanti. Vista la natura montuosa del territorio, risulta essere non solo la regione meno popolata d'Italia, ma anche quella con minore densità di popolazione, con 38 abitanti per km². La distribuzione degli abitanti è assai irregolare: più di un terzo si concentra nella piana di Aosta e nei comuni limitrofi. Buona parte della popolazione abita nei maggiori centri della media e bassa valle, mentre le valli minori si sono notevolmente spopolate, eccetto i centri turistici principali. Nel 2006 i nati vivi sono stati 1.250 (10,0‰), i morti 1.242 (10,0‰), con un incremento pressoché nullo (appena 8 unità). Le famiglie contano in media 2,2 componenti, mentre la nuzialità nel 2005 era di 3,4 matrimoni ogni mille abitanti, dei quali il 61,8% si è svolto con rito religioso.
Tra il 1928 e il 1930, in occasione del fallimento del Credit Valdôtain, il locale sistema creditizio cattolico, circa 20000 valdostani emigrarono in Francia (principalmente nella regione di Parigi) e in Svizzera romanda. Molti emigrati valdostani si stabilirono in particolare a Levallois-Perret. L'emigrazione fu compensata dall'immigrazione da altre regioni italiane a partire dai primi decenni del XX secolo; gli immigrati, attratti dalla grande industria sviluppatasi nella regione, favorirono il processo di italianizzazione della regione a scapito dell'identità francofona. Gli immigrati costituirono la maggior parte della mano d'opera di aziende come Brambilla, SAIFTA e Cogne. Gli immigrati erano perlopiù veneti, calabresi, piemontesi (dominanti a Pont-Saint-Martin e a Saint-Vincent), lombardi e toscani (questi ultimi stabilitisi principalmente a Châtillon). Questo fenomeno migratorio comportò profondi cambiamenti nella composizione etnolinguistica della regione. Nel 1970 solamente il 68,7% della popolazione valdostana era nato nella regione, mentre il resto della popolazione era originario per la maggior parte dal resto del Paese. Gli italofoni passarono a costituire il 35,6% della popolazione della città di Aosta già nel 1921, dato più alto rispetto al 17,8% del 1858. Nel 1961 ad Aosta solamente un quarto dei neonati era nato da famiglia valdostana e la maggior parte di questi erano figli di coppie miste. Nel 1965 a Saint-Vincent la popolazione di origine puramente valdostana costituiva solamente il 46% della popolazione (anche se nelle frazioni rappresentava il 77%).
Abitanti censiti

### Etnie e minoranze straniere
La Valle d'Aosta ha attratto un consistente flusso di immigrati dall'estero, specialmente maghrebini, favoriti dalla conoscenza della lingua francese e impiegati soprattutto nella pastorizia.
Il 1º gennaio 2024 i cittadini stranieri residenti nella regione erano 8568 e rappresentavano il 7,0% della popolazione residente. La comunità straniera più numerosa è quella proveniente da Romania (2270 unità), Marocco (2311 unità) ed Albania (693 unità).

### Lingue e dialetti

Segnaletica bilingue italiano-francese, Villefranche de Quart

La lingua autoctona della Valle d'Aosta è il francoprovenzale nella sua varietà dialettale valdostana. Il francese valdostano è la varietà della lingua francese parlata in Valle d'Aosta, mutuamente intellegibile con il francese standard. La lingua attualmente maggiormente utilizzata è l'italiano, la cui diffusione è stata favorita principalmente dall'immigrazione dal resto del Paese nel corso del XX secolo. A Issime, Gressoney-La-Trinité e Gressoney-Saint-Jean, si parla il walser, ufficialmente protetto.

### Religione

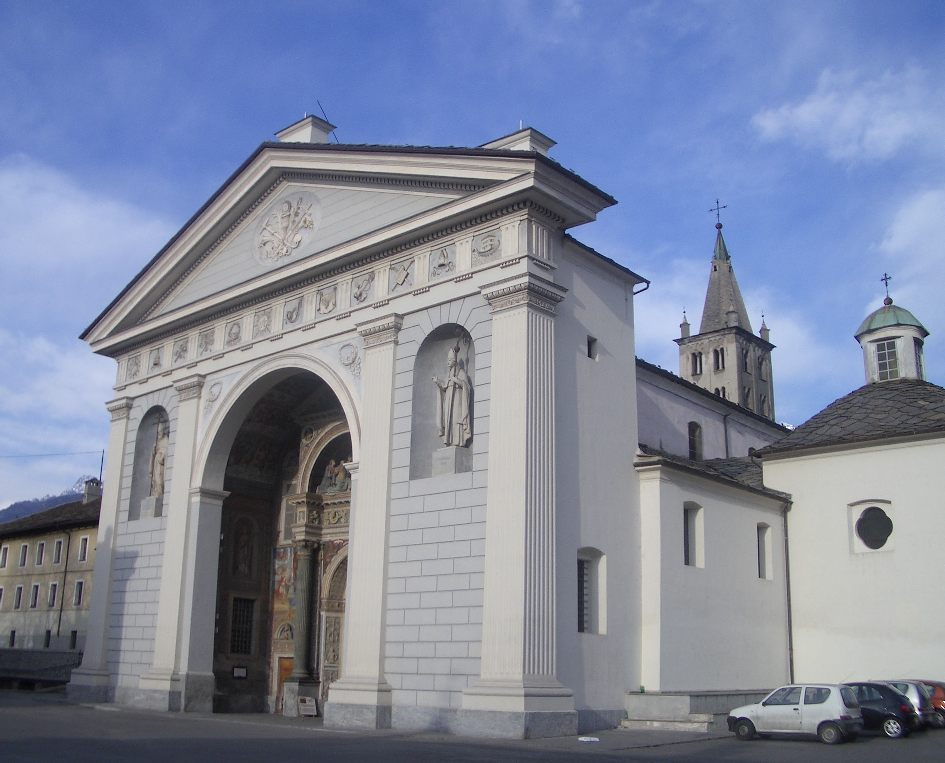
Cattedrale di Aosta

La maggioranza della popolazione è di religione cattolica romana. La messa viene solitamente celebrata in italiano, ma vi sono anche servizi in francese, lingua di culto storica per la Valle d'Aosta, soprattutto per quanto riguarda i canti. In occasione della ricorrente Fête internationale des patois la celebrazione avviene anche in patois valdostano. Il territorio della Diocesi di Aosta coincide con la regione.
La più antica chiesa cristiana non cattolico-romana è quella valdese, presente da più di 150 anni, a partire dall'Editto di Carlo Alberto del 16 febbraio 1848, che concesse ai valdesi i diritti civili e politici. Altre chiese protestanti o evangeliche sono presenti in Valle d'Aosta: la Chiesa cristiana Avventista del Settimo giorno, la Chiesa dei Fratelli, la Chiesa Pentecostale (Assemblee di Dio in Italia).
Con l'immigrazione, specialmente dalla Romania, sono giunte anche persone di fede cristiano-ortodossa.
La parte più rilevante di fedeli non cristiani è costituita da magrebini musulmani.

## Politica

### Amministrazione

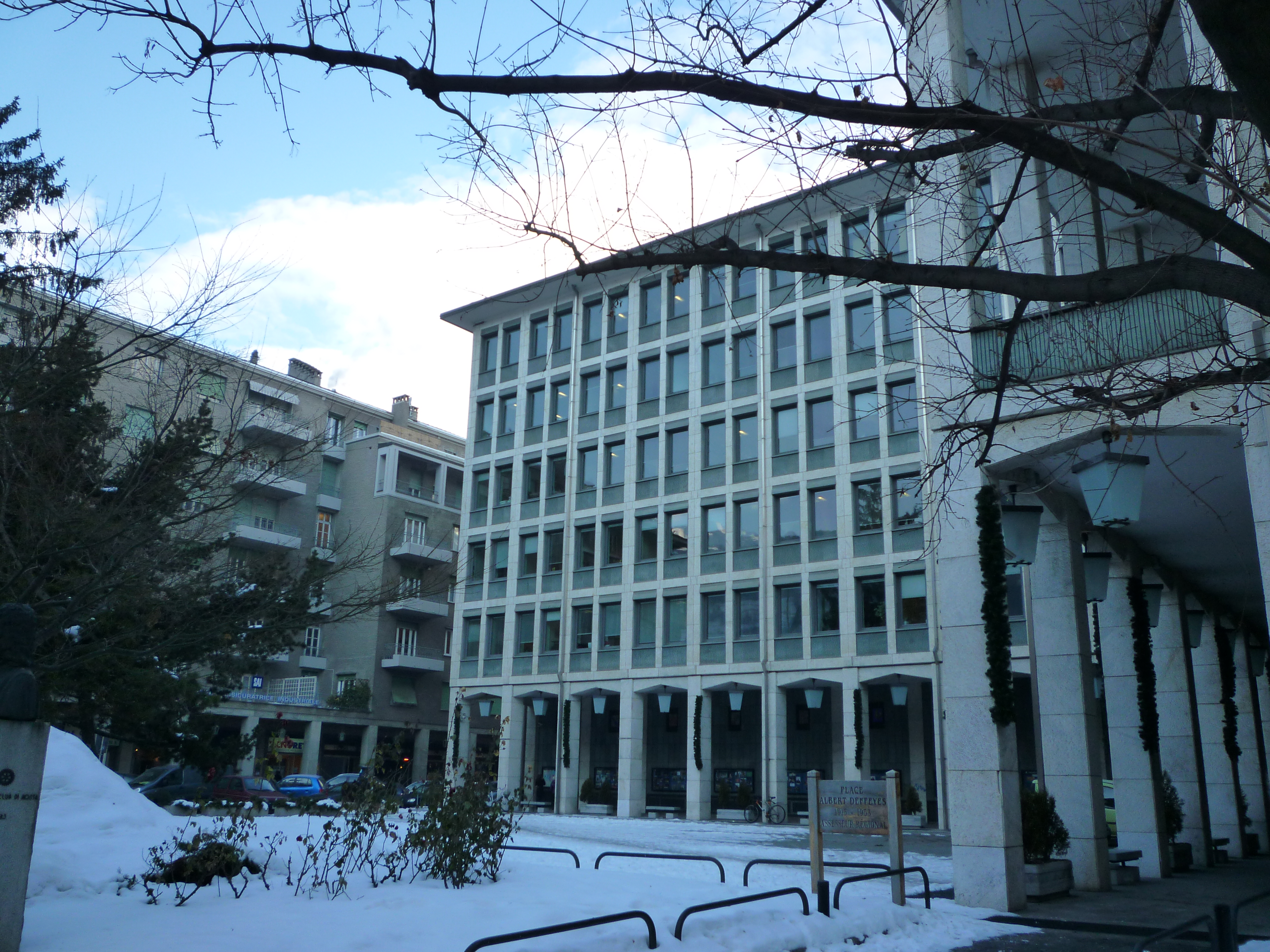
Sede dell'amministrazione regionale in piazza Albert Deffeyes ad Aosta

La Valle d'Aosta è una regione autonoma a statuto speciale. I suoi organi amministrativi godono di una particolare autonomia dal governo centrale italiano, non soltanto per quanto riguarda la politica e il governo regionale, ma anche in altri ambiti strettamente legati alla vita e all'economia di questa regione montana, in particolare la gestione dell'agricoltura, dell'artigianato e del turismo, l'assistenza e beneficenza pubblica e le scuole materne.

### Organi politici
Il consiglio regionale della Valle d'Aosta (Conseil de la Vallée d'Aoste) consta di 35 membri. Essi eleggono il presidente della giunta regionale, che a differenza delle altre regioni italiane non è eletto direttamente dai cittadini. La politica valdostana è dominata da partiti regionali, mentre i partiti nazionali hanno scarsa rilevanza.
| Liste                                           | voti   | voti (%) | seggi | differ. |
| ----------------------------------------------- | ------ | -------- | ----- | ------- |
| Union Valdôtaine                                | 12.265 | 19,25%   | 7     | 6       |
| Lega Salvini Vallée d'Aoste                     | 10.872 | 17,06%   | 7     | 7       |
| Area Civica - Stella Alpina - Pour Notre Vallée | 6.792  | 10,66%   | 4     | 1       |
| Union Valdôtaine Progressiste                   | 6.750  | 10,59%   | 4     | 3       |
| Movimento 5 Stelle                              | 6.652  | 10,44%   | 4     | 2       |
| Alpe                                            | 5.733  | 9,00%    | 3     | 2       |
| Impegno Civico                                  | 4.806  | 7,54%    | 3     | 3       |
| MOUV'                                           | 4.545  | 7,13%    | 3     | 3       |
| Partito Democratico                             | 3.436  | 5,39%    | 0     | 3       |
| Centro destra Valle d'Aosta (FI-FdI)            | 1.862  | 2,92%    | 0     | =       |
| Totale                                          | 63.713 | 100%     | 35    | -       |

### Suddivisione amministrativa
La regione autonoma Valle d'Aosta non è suddivisa in province. Essa è suddivisa in 74 comuni, tra i quali Aosta è il più popolato. Tranne Aosta, i comuni sono organizzati in 8 Unités des Communes.

Evidenziate con diversi colori le Unités des Communes Valdôtaines

#### Comuni
Appartengono alla Valle d'Aosta i seguenti 74 comuni:

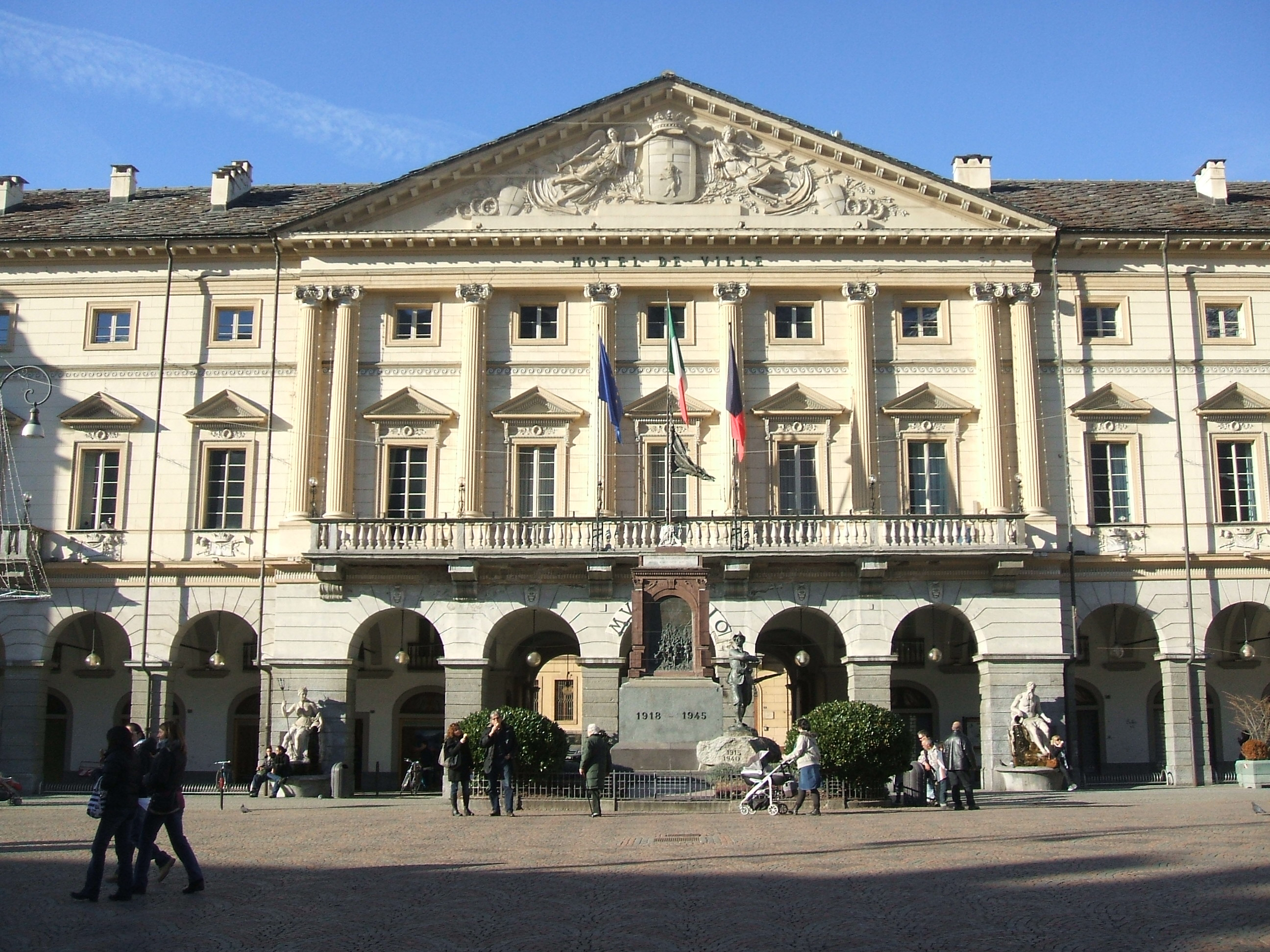
Aosta, l'Hôtel de ville (piazza Émile Chanoux)
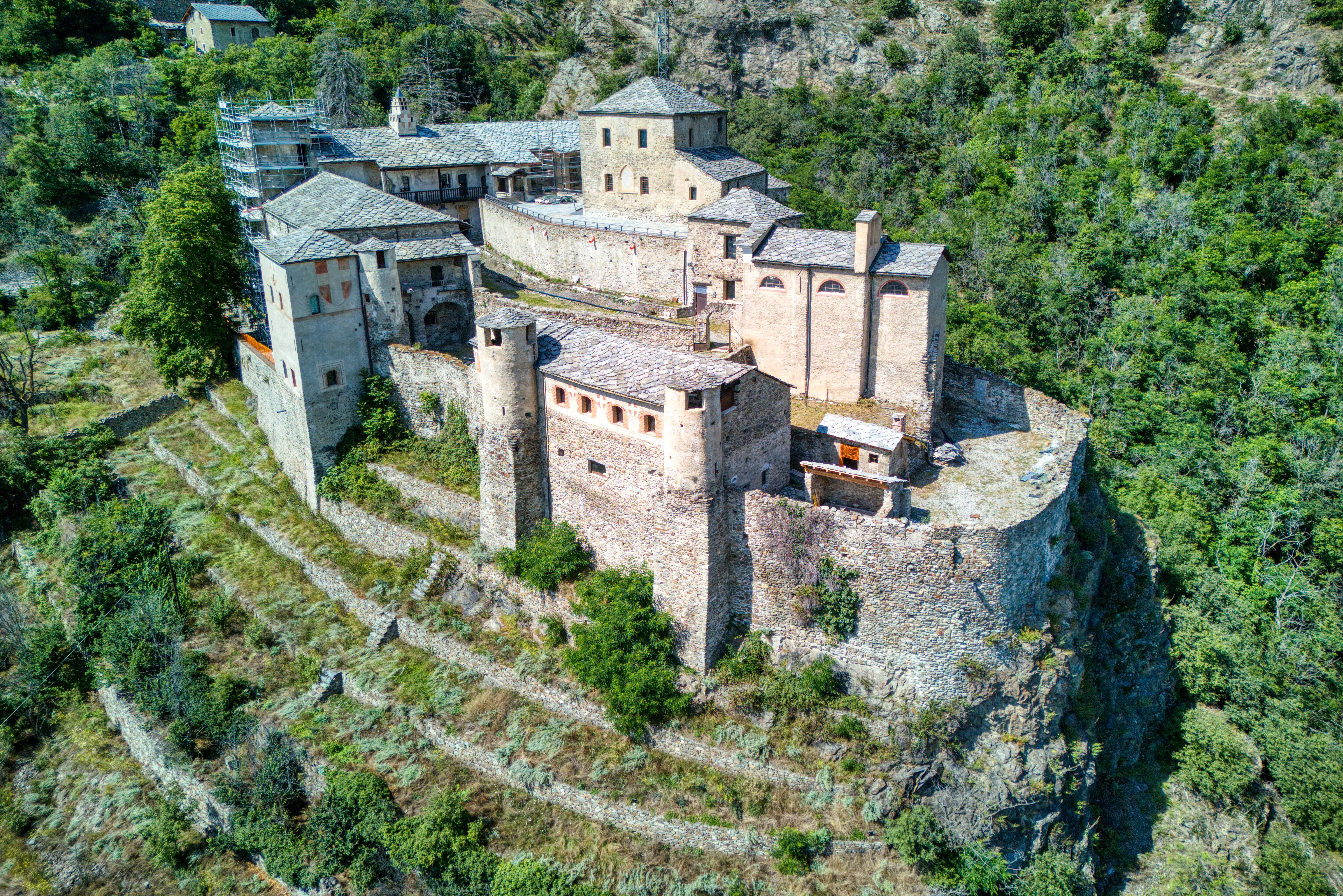
Il castello di Quart
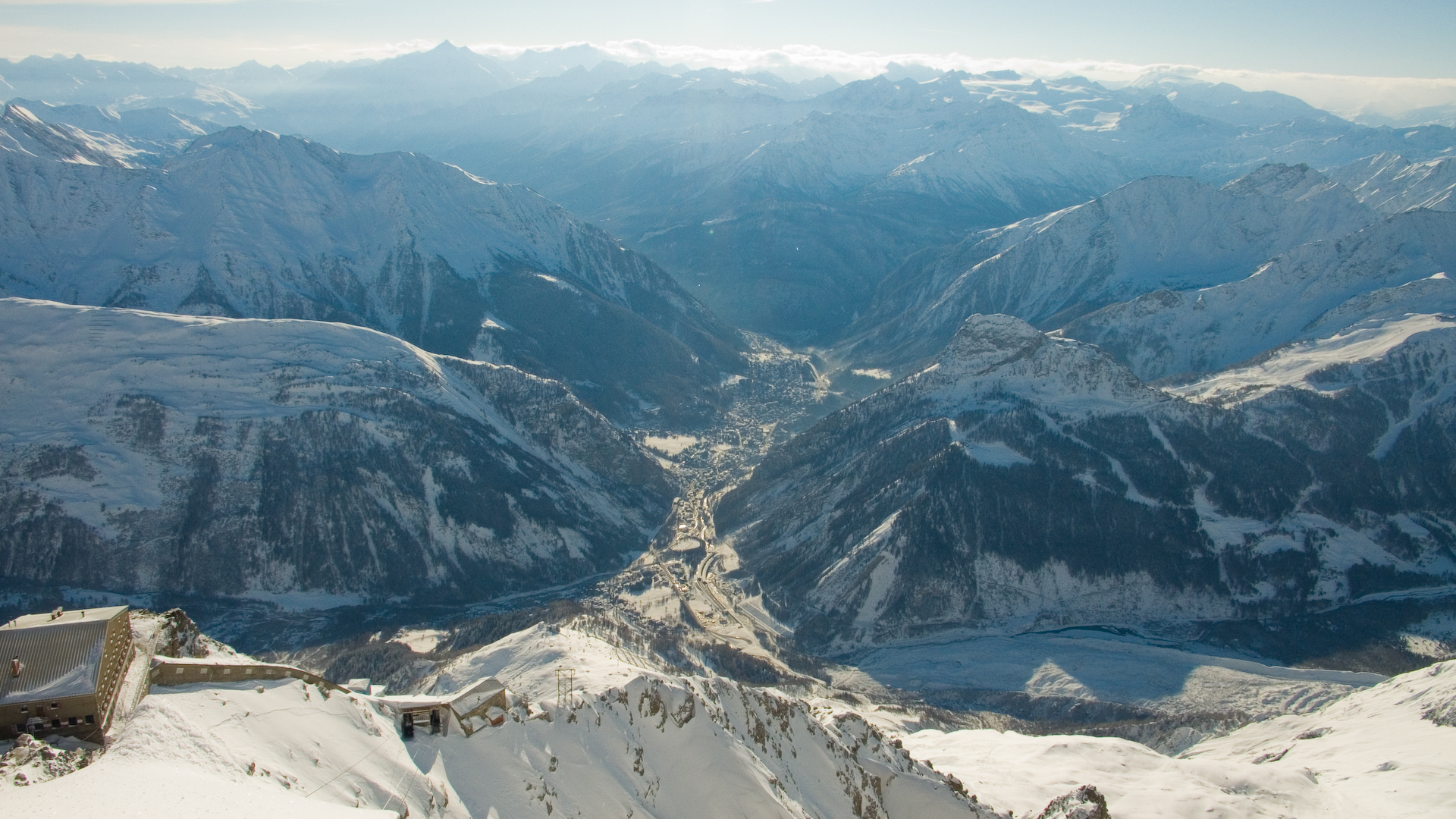
Courmayeur
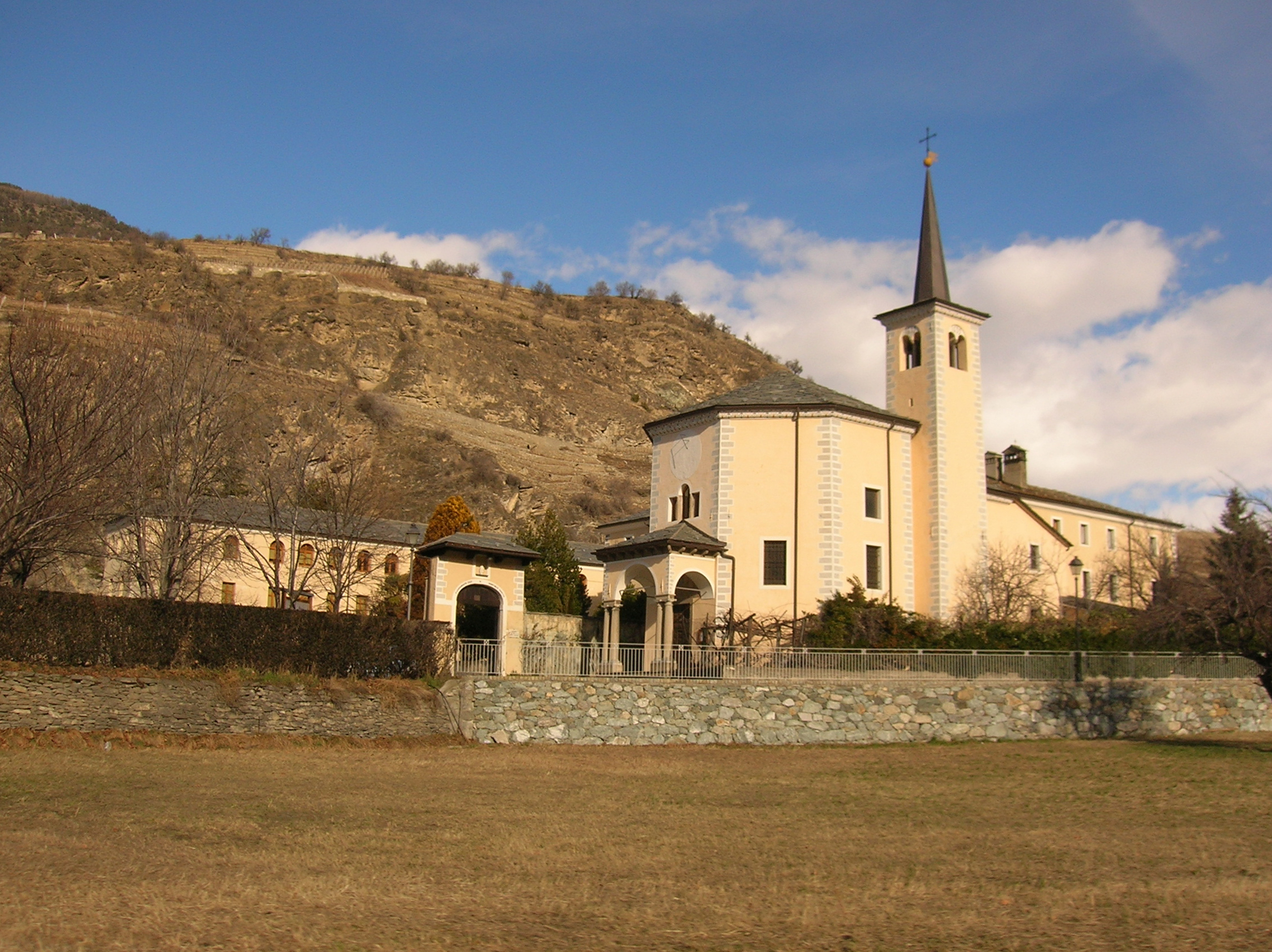
Saint-Pierre, il priorato Saint-Jacquême

- Allein
- Antey-Saint-André
- Aosta
- Arnad
- Arvier
- Avise
- Ayas
- Aymavilles
- Bard
- Bionaz
- Brissogne
- Brusson
- Challand-Saint-Anselme
- Challand-Saint-Victor
- Chambave
- Chamois
- Champdepraz
- Champorcher
- Charvensod
- Châtillon
- Cogne
- Courmayeur
- Donnas
- Doues
- Emarèse
- Etroubles
- Fontainemore
- Fénis
- Gaby
- Gignod
- Gressan
- Gressoney-La-Trinité
- Gressoney-Saint-Jean
- Hône
- Introd
- Issime
- Issogne
- Jovençan
- La Magdeleine
- La Salle
- La Thuile
- Lillianes
- Montjovet
- Morgex
- Nus
- Ollomont
- Oyace
- Perloz
- Pollein
- Pont-Saint-Martin
- Pontboset
- Pontey
- Pré-Saint-Didier
- Quart
- Rhêmes-Notre-Dame
- Rhêmes-Saint-Georges
- Roisan
- Saint-Christophe
- Saint-Denis
- Saint-Marcel
- Saint-Nicolas
- Saint-Oyen
- Saint-Pierre
- Saint-Rhémy-en-Bosses
- Saint-Vincent
- Sarre
- Torgnon
- Valgrisenche
- Valpelline
- Valsavarenche
- Valtournenche
- Verrayes
- Verrès
- Villeneuve

#### Comuni più popolosi
Di seguito è riportata la lista dei dieci principali comuni della Valle d'Aosta ordinati per numero di abitanti (dati:  Istat. 31-12-2020):
| Pos. | Stemma | Comune di         | Popolazione (ab) | Superficie (km²) | Densità (ab/km²) | Altitudine (m s.l.m.) |
| ---- | ------ | ----------------- | ---------------- | ---------------- | ---------------- | --------------------- |
| 1º   |        | Aosta             | 34 110           | 21,39            | 1595             | 583                   |
| 2º   |        | Sarre             | 4 759            | 28,28            | 168              | 625                   |
| 3º   |        | Châtillon         | 4 454            | 39,68            | 112              | 549                   |
| 4º   |        | Saint-Vincent     | 4 402            | 20,57            | 214              | 575                   |
| 5º   |        | Quart             | 4 051            | 62,05            | 65               | 535                   |
| 6º   |        | Pont-Saint-Martin | 3 543            | 6,92             | 512              | 345                   |
| 7º   |        | Saint-Christophe  | 3 407            | 14,74            | 231              | 619                   |
| 8º   |        | Gressan           | 3 395            | 25,30            | 134              | 626                   |
| 9º   |        | Saint-Pierre      | 3 201            | 26,18            | 122              | 676                   |
| 10º  |        | Nus               | 2 968            | 57,36            | 52               | 529                   |

#### Unités des Communes Valdôtaines
Le Unités des Communes Valdôtaines (traducibile in italiano come "Unioni dei Comuni valdostani"), denominate fino al 2014 Comunità montane (in francese Communautés de montagne), sono dei comprensori montani che riuniscono i comuni della Valle d'Aosta, con l'eccezione di Aosta.

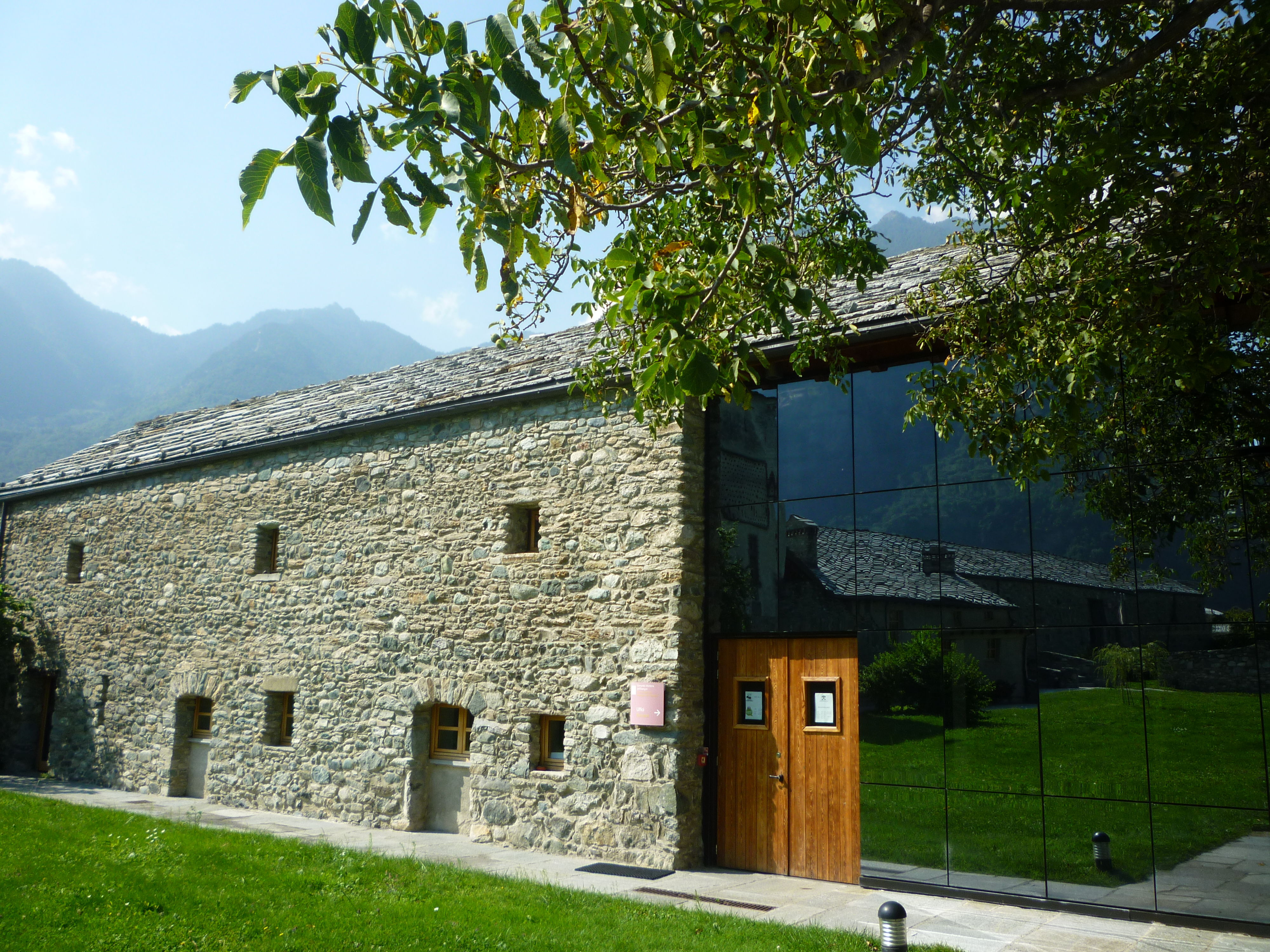
Sede dell'Unité des Communes valdôtaines Évançon, Verrès

| Unités des Communes Valdôtaines                                                                                    | Capoluogo         | Abitanti | Comuni |
| --- | ----------------- | -------- | ------ |
| Unité des Communes valdôtaines Évançon                                                                             | Verrès            | 11.651   | 9      |
| Unité des Communes valdôtaines Grand-Paradis                                                                       | Villeneuve        | 15.819   | 13     |
| Unité des Communes valdôtaines Grand-Combin                                                                        | Gignod            | 5.774    | 11     |
| Unité des Communes valdôtaines Mont-Émilius                                                                        | Quart             | 22.648   | 10     |
| Unité des Communes valdôtaines Mont-Cervin                                                                         | Châtillon         | 16.982   | 12     |
| Unité des Communes valdôtaines Mont-Rose                                                                           | Pont-Saint-Martin | 9.858    | 9      |
| Unité des Communes valdôtaines Valdigne-Mont-Blanc                                                                 | La Salle          | 8.939    | 5      |
| Unité des Communes valdôtaines Walser / Union der Aostataler Walsergemeinden / Unione dei comuni valdostani Walser | Issime            | 2.019    | 4      |
| |                   | 93.690   | 73     |

### Simboli della Regione
La Regione Autonoma Valle d'Aosta è rappresentata da:
1. Uno stemma araldico
2. Un gonfalone
3. Una bandiera
4. Un inno (Montagnes Valdôtaines)

Lo stemma
Il gonfalone

### Stemma
Lo stemma della Regione Autonoma Valle d'Aosta è così blasonato: Di nero, al leone d'argento, linguato e armato di rosso; alla bordatura diminuita, d'oro. Lo stemma è sormontato da corona d'oro, formata da un cerchio brunito, gemmato, cordonato ai margini, sostenente quattro alte punte di corona all'antica (tre visibili), alternate da otto basse punte, ugualmente all'antica (quattro visibili, due e due).. Lo stemma caratterizza anche tutte le targhe automobilistiche dei veicoli immatricolati in Valle d'Aosta.

### Bandiera
La bandiera della Valle d'Aosta è di forma rettangolare con due colonne di ugual misura: quella di sinistra è colorata di nero, e quella a destra di rosso.

## Economia

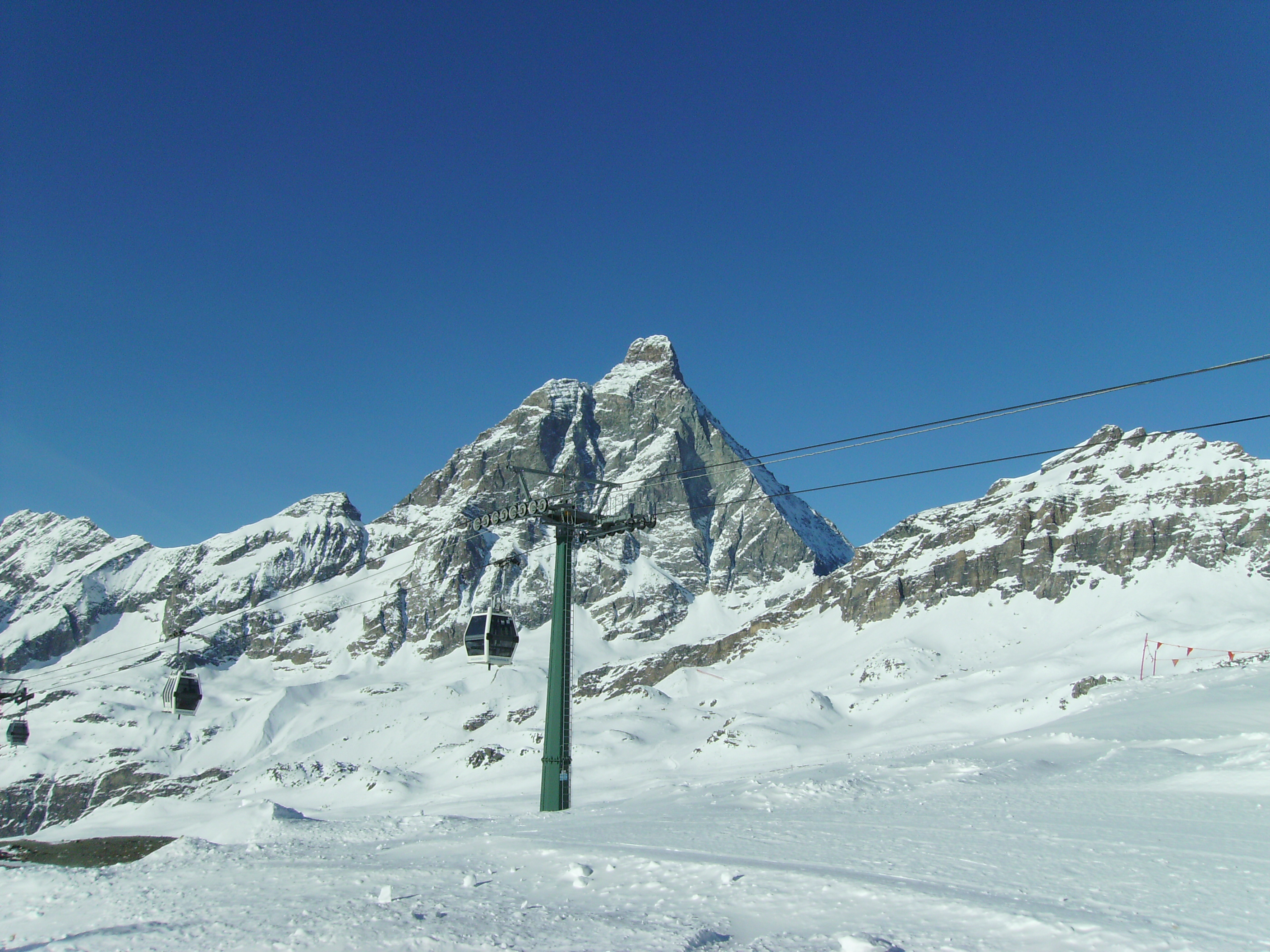
Impianti sciistici a Breuil-Cervinia e, sullo sfondo, il Cervino

L'economia della Valle d'Aosta si basa soprattutto sul settore terziario, in particolare sul turismo.
Grazie all'autonomia conferita dallo statuto speciale, la mano pubblica, che amministra la maggior parte delle risorse finanziarie regionali, gioca un ruolo di primaria importanza nell'economia valdostana.
Le industrie sono concentrate nella bassa valle (tra Verrès-Champdepraz e Pont-Saint-Martin) e sono spesso di piccole-medie dimensioni.
Modesto invece l'apporto dell'agricoltura e dell'allevamento all'economia regionale. Si coltivano patate, mele, viti, orzo e si allevano bovini.
Significativa è la produzione artigianale, nella quale emerge la scultura in legno.

## Infrastrutture e trasporti

Segnaletica bilingue italiano-francese, Villefranche de Quart

Gli assi stradali principali sorgono nel fondovalle. Sono la strada statale 26 della Valle d'Aosta e l'autostrada A5 (Torino-Aosta-Traforo del Monte Bianco). Il Traforo del Monte Bianco unisce Courmayeur a Chamonix, in Francia. Il Colle del Gran San Bernardo unisce Saint-Rhémy-en-Bosses con Martigny in Svizzera, mentre il Colle del Piccolo San Bernardo collega il vallone di La Thuile con la valle dell'Isère e il comune di Bourg-Saint-Maurice, in Francia.
La linea ferroviaria è la Aosta-Ivrea-Chivasso-Torino, attualmente oggetto di lavori di ammodernamento, il servizio ferroviario, pertanto, viene svolto, da gennaio 2024 con bus sostitutivi. Il servizio sulla linea Aosta-Pré-Saint-Didier è stato sospeso nel 2015.
L'aeroporto della regione è l'aeroporto regionale "Corrado Gex", a Saint-Christophe.

## Arte e cultura

### Monumenti e luoghi d'interesse

#### Castelli
I castelli in Valle d'Aosta sono molto numerosi. Di alcuni restano solo rovine, mentre altri sono ben conservati e costituiscono delle attrazioni turistiche. Il castello più conosciuto è quello di Fénis. Tra i maggiori castelli, vi sono il castello di Sarre, il castello di Issogne, il castello di Verrès, il castello di Aymavilles, il Forte di Bard e il castello di Saint-Pierre.

#### Musei
Oltre a ospitare numerosi castelli, la Valle d'Aosta è una regione ricca di musei, dai piccoli musei comunali dislocati sul territorio regionali ai poli museali di maggiore rilevanza. Tra i musei più apprezzati per la loro collocazione, il patrimonio esposto e l'operato culturale vanno segnalati:
- Museo dell'artigianato valdostano di tradizione, sito nel comune di Fénis, che espone la grande ricchezza della tradizione artigianale valdostana, che viene tramandata da più di mille anni e che ancora oggi è più viva che mai.
- Forte di Bard con il Museo delle Alpi
- Museo Archeologico Regionale di Aosta
- Museo regionale di scienze naturali della Valle d'Aosta
- Museo Manzetti, presso il Centro Saint-Bénin

#### Architetture religiose
- Notre-Dame de Guérison nel comune di Courmayeur
- Santuario di Notre-Dame-des-Neiges in località Machaby, nel comune di Arnad
- Santuario di Vourry nel comune di Gaby
- Santuario di Plout, a Saint-Marcel
- Santuario del Misérin nel comune di Champorcher
- Santuario di Cunéy nel Vallone di Saint-Barthélemy
- Santuario di Verdonaz (pron. Verdòna) di Notre-Dame-des-Neiges, nel comune di Oyace
- Santuario di San Grato nel comune di Valgrisenche
- Santuario di Fonteinte nel comune di Saint-Rhémy-en-Bosses.

### Università
L'Università della Valle d'Aosta (in francese: Université de la Vallée d'Aoste) è un'università non statale promossa da un ente pubblico. È stata fondata nel 2000. Vanta due centri di ricerca:
- Il centro transfrontaliero sul turismo e l'economia di montagna (CT-TEM)
- Il Groupe de Recherche en Éducation à l'Environnement et à la Nature (GREEN), che promuove e realizza attività di studio, ricerca, formazione e divulgazione scientifico-culturale sui temi dell'educazione alla natura, della pedagogia dell'ambiente, dell'ecologia affettiva e dell'ecopsicologia.

### Media

#### Stampa
Il quotidiano nazionale La Stampa ha una sua redazione locale. Inoltre Il Sole 24 Ore Nord Ovest, distribuito oltre che in Valle anche in Piemonte e Liguria, propone mezza pagina dedicata alla regione autonoma una volta alla settimana.
Quotidiani online:
- AostaOggi.it[47];
- AostaSera.it[48];
- Valledaostaglocal.it[49].

Settimanali:
- La Vallée Notizie;
- Gazzetta Matin;
- Corriere della Valle, settimanale della diocesi di Aosta

Oltre ai periodici sopra elencati ve ne sono altri, organi di movimenti politici o culturali. Le peuple valdôtain, esclusivamente in lingua francese, è il settimanale politico dell'Union Valdôtaine. Alpe è un periodico mensile bilingue, organo dell'omonimo movimento politico. Lo Flambò - Le Flambeau è un periodico quadrimestrale in lingua francese e in patois valdostano, organo del Comité des traditions valdôtaines. Il Messager valdôtain è il periodico annuale per antonomasia di cultura tradizionale valdostana (edito in francese, italiano, patois e walser).
La Valle d'Aosta è membro dell'Union internationale de la presse francophone (UPF - Unione internazionale della stampa francofona) come regione, caso unico al mondo in quanto lo Stato italiano non vi partecipa.

#### Televisioni e radio
Esiste una sede regionale della RAI che diffonde un TG regionale unico con notizie prevalentemente in italiano e in misura minore francese (spesso servizi inviati dalla redazione di France 3 della regione Auvergne-Rhône-Alpes riguardanti eventi o argomenti relativi ai dipartimenti francesi limitrofi) e patois valdostano. I programmi in francese o patois vanno in onda senza sottotitoli o doppiaggio, in virtù del bilinguismo totale vigente in Valle d'Aosta. Si tratta di un caso unico nel panorama delle minoranze linguistiche d'Italia, legato alla politica d'istruzione vigente, atta a non separare la società valdostana in comunità linguistiche. Il monitoraggio dei TGR e dei programmi informativi RAI nel periodo settembre-novembre 2011, operato dal Comitato Regionale per le Comunicazioni Valle d'Aosta, ha rilevato la composizione linguistica dei programmi: prevale nettamente la lingua italiana (83% della programmazione), seguita dal francese (10%) e dal patois (7%).
Sul territorio sono state presenti anche alcune TV private, tra cui Studionord Tv (Sediv SpA) e Rete Saint-Vincent (Video Record SpA). Inoltre, fino al 2022 è stata presente una televisione locale, appartenente al gruppo Rete 7 Piemonte, denominata TV Vallée, dedicata a cultura, tradizioni, territorio, eventi, enogastronomia e curiosità della Valle d'Aosta. Operante sul canale 15 del digitale terrestre, attraverso un'apposita convenzione con la Presidenza del Consiglio Regionale, TV Vallée trasmetteva in diretta anche le sedute del Consiglio Regionale. In seguito è nata TVd'A, gestita dal Gruppo Sciscione, che ereditava da TV Vallée le rubriche dedicate al territorio e alle tradizioni locali e spazi informativi curati dal portale AostaSera.it, finché i contenuti di questa rete sono stati inclusi dal 2024 nel palinsesto di Telecity Aosta, emittente piemontese ricevibile in Valle d'Aosta sul canale 10.
Dalla Svizzera romanda e dalla Francia si ricevono due canali televisivi (RTS Un e France 2 rispettivamente), gratuitamente in base ad accordi internazionali siglati all'indomani del secondo conflitto mondiale, oltre ai canali francofoni internazionali TV5MONDE e France 24.
La Valle d'Aosta è passata al digitale terrestre nel settembre del 2009.

### Cucina

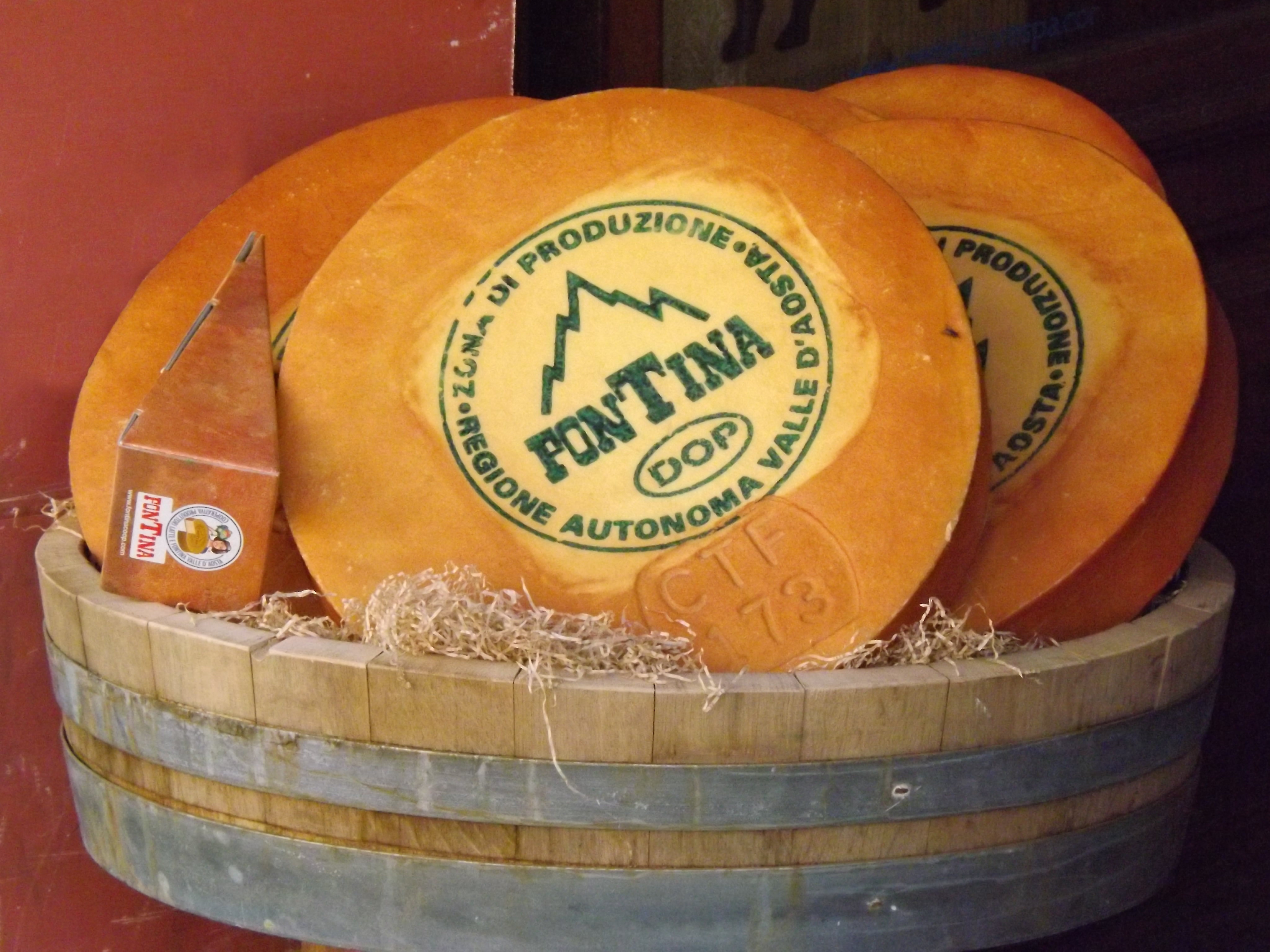
Fontina valdostana

La Valle d'Aosta è terra di origine di quattro prodotti aventi il marchio DOP: la fontina, forse il formaggio valdostano più conosciuto, il fromadzo, il lardo di Arnad e lo Jambon de Bosses.
I piatti più conosciuti della cucina valdostana sono la Seupa à la vapelenentse e la carbonade.

## Sport

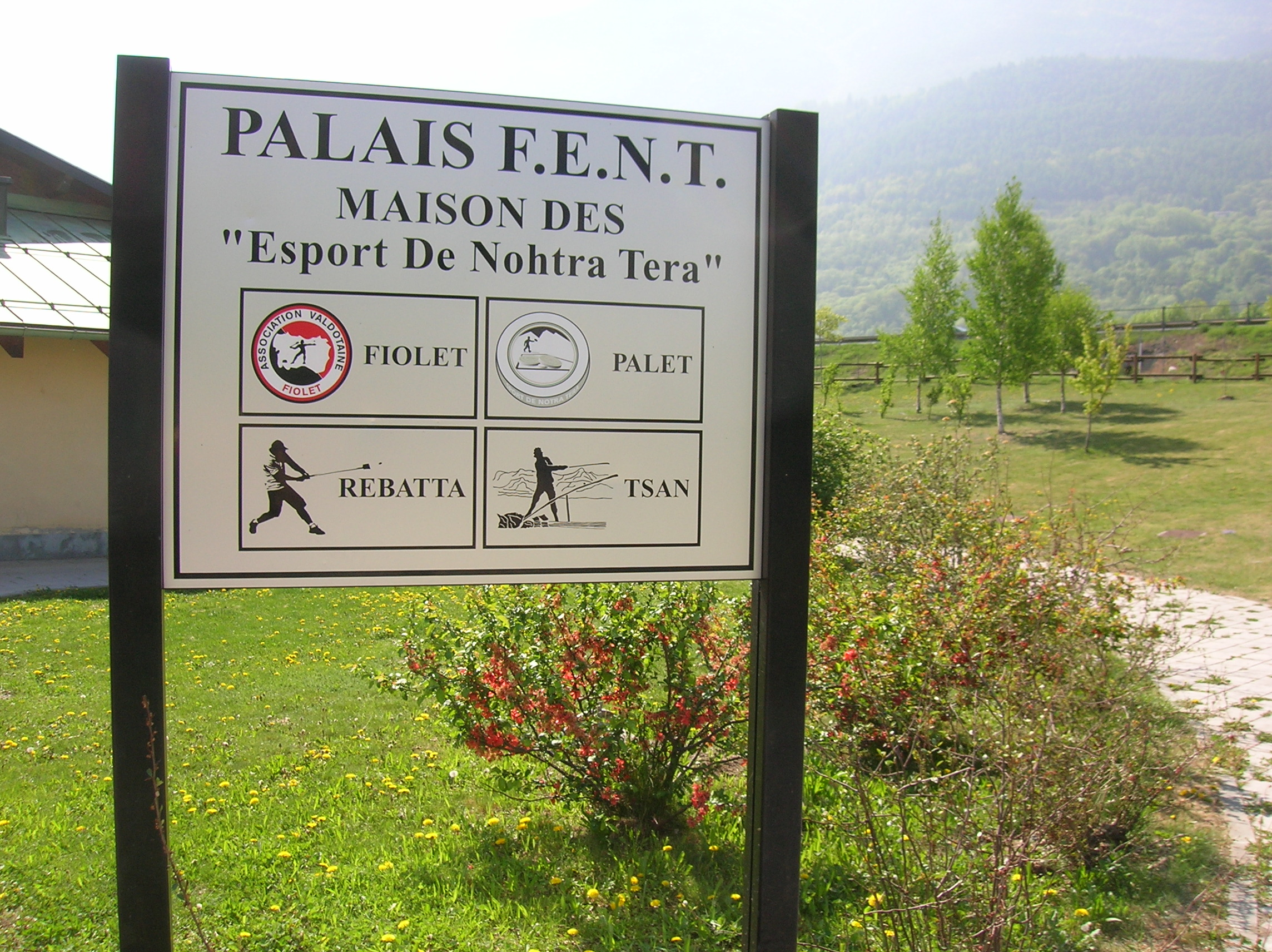
Il cartello all'ingresso dell'area verde per gli sport tradizionali di Brissogne gestita dalla Federachon Esport de Nohtra Tera (F.E.N.T.)

Oltre agli sport convenzionali, si praticano gli sport tradizionali valdostani, promossi dalla Federachon Esport de Nohtra Tera:
- il fiolet: una pallina ovoidale posta su un sasso alto circa 20 cm viene colpita due volte dal giocatore con un bastone, prima per farla balzare in aria e subito dopo al volo per mandarla il più lontano possibile;
- il palet valdostano è una delle tante varianti del gioco delle piastrelle, diffuso a livello europeo fin dall'antichità; gioco di precisione, si gioca lanciando un disco verso un boccino;
- la rebatta si gioca a squadre o nei campionati individuali: scopo del gioco è quello di lanciare la pallina il più lontano possibile colpendola con una mazza;
- lo tsan è un antico e popolare sport di squadra che ricorda vagamente il baseball e l'oina rumena.